# 1 Decembrie 1918
1 Decembrie 1918 – stacja metra w Bukareszcie, na linii M3, w sektorze 3. Stacja została otwarta 20 listopada 2008. Obsługuje obszar południowego Titan, 1 Decembrie i Ozana.